# Andreas Bühl

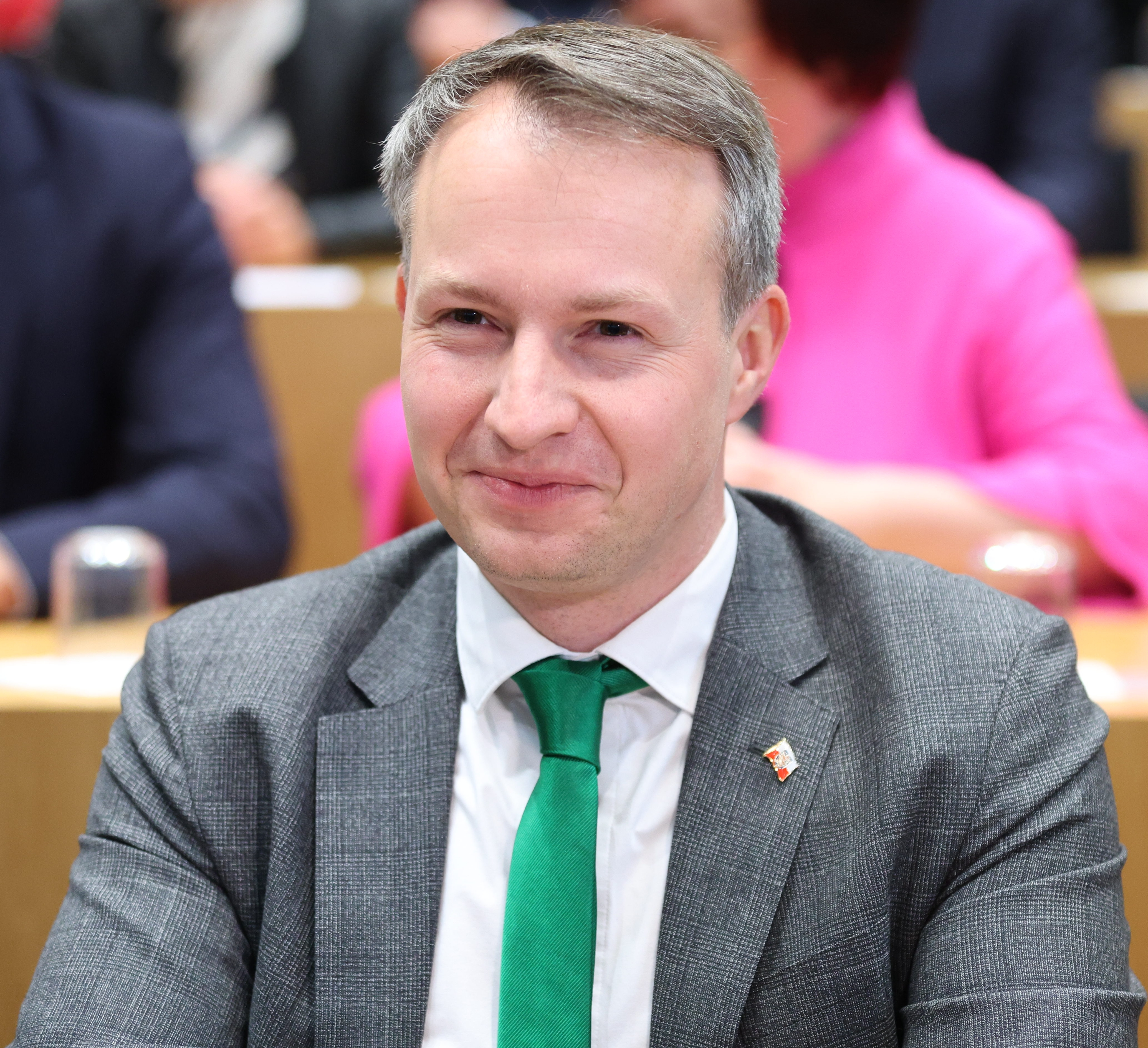
Andreas Bühl (2024)

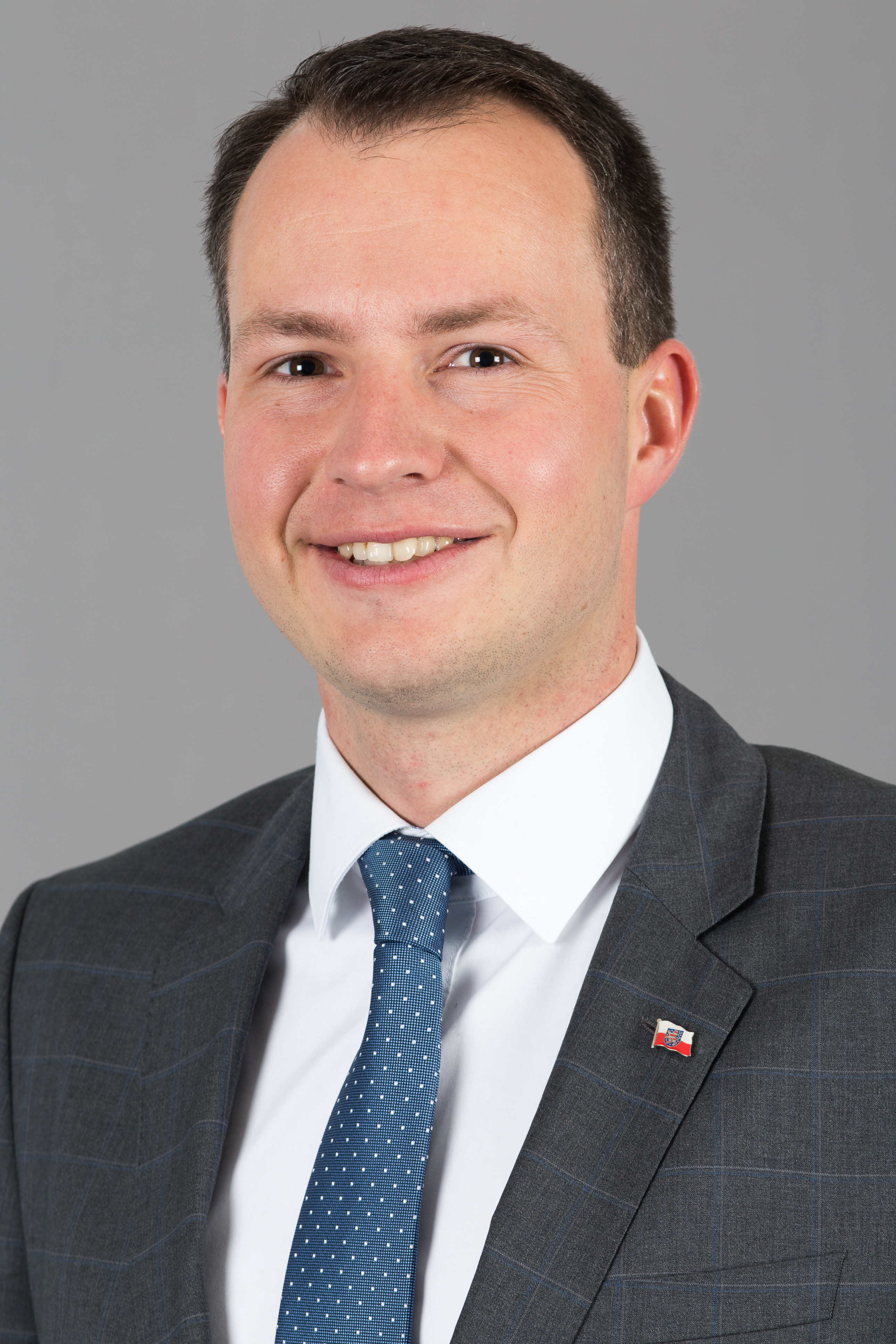
Andreas Bühl (2016)

Andreas Bühl (* 6. Februar 1987 in Ilmenau) ist ein deutscher Politiker (CDU). Er ist seit 2014 Mitglied des Thüringer Landtages und dort seit Dezember 2024 Vorsitzender der CDU-Fraktion.

## Leben und Beruf
Andreas Bühl wuchs in Thüringen auf und ging in Ilmenau auf das Gymnasium Am Lindenberg.
Von 2006 bis 2009 studierte er Verwaltungswissenschaften an der Thüringer Fachhochschule für öffentliche Verwaltung in Gotha. Er schloss das Studium als Diplom-Verwaltungswirt (FH) ab. An der Universität Kassel erlangte er in öffentlicher Verwaltung den Master of Public Administration.
Von 2009 bis 2013 arbeitete Bühl beim damaligen Thüringer Landesamt für Verfassungsschutz im Bereich der „Extremismusprävention“.
Sein Bruder Marcus Bühl ist in der AfD aktiv und seit 2017 Mitglied des Deutschen Bundestages.
Bühl ist evangelisch, wohnt in Oehrenstock und ist seit 2022 verheiratet.

## Politische Karriere
2009 wurde Bühl in den Stadtrat der Stadt Ilmenau gewählt. Dort ist er als stellvertretender Fraktionsvorsitzender für die CDU aktiv. Er ist Mitglied im Bau- und Vergabeausschuss der Stadt.
Seit der Landtagswahl 2014 sitzt Bühl für die CDU im Thüringer Landtag in Erfurt. Er erreichte mit einem Ergebnis von 36,6 % der Stimmen – als jüngster direkt gewählter Abgeordneter – ein Direktmandat im Wahlkreis Ilm-Kreis I.
Bühl ist zudem Mitglied im Landesvorstand der Jungen Union Thüringen und kooptiertes Mitglied im Kreisvorstand der JU im Ilm-Kreis. Von 2007 bis 2009 war er stellvertretender Landesvorsitzender des Rings Christlich-Demokratischer Studenten (RCDS).
Im Dezember 2015 wurde der Landtagsabgeordnete zudem zum Vorsitzenden des CDU-Stadtverbandes Ilmenau gewählt. Neben seiner politischen ehrenamtlichen Tätigkeit ist Bühl als Vorsitzender des Deutsch-Amerikanischen Freundeskreises Ilmenau e.V. aktiv. Außerdem ist er Landesleiter der Bergwacht im DRK Thüringen und des Vereins für Sport und erlebnisorientierte integrative Sozialarbeit Ilmenau e.V.
Im Oktober 2018 kandidierte er für das Amt des Oberbürgermeisters in Ilmenau und verlor mit 40,9 % gegen Daniel Schultheiß (parteilos).
Bei der Landtagswahl in Thüringen 2019 gewann er in seinem Wahlkreis mit 33,3 % der Stimmen erneut das Direktmandat.  Nach der Wahl wurde er zu einem von drei stellvertretenden Vorsitzenden der CDU-Landtagsfraktion gewählt. Am 2. März 2020 erhielt Bühl bei der vorzeitigen Neuwahl des Landtagsfraktionsvorstands das Amt des Parlamentarischen Geschäftsführers.
Im November 2022 brachte Bühl einen Antrag mit dem Titel „Gendern? Nein Danke!“, der sich gegen die Verwendung von geschlechtergerechter Sprache in der Landesverwaltung, aber auch an Schulen und im öffentlich-rechtlichen Rundfunk aussprach, in den Thüringer Landtag ein. Dieser wurde von den Fraktionen der CDU und der AfD gemeinsam gegen die Stimmen der rot-rot-grünen Minderheitsregierung angenommen, gleichwohl ergaben sich daraus keine Folgen, da der Antrag nicht als Gesetzentwurf formuliert war. Dennoch stieß er auf Kritik, etwa von der Gewerkschaft Erziehung und Wissenschaft (GEW).
Bei der Landtagswahl in Thüringen 2024 gewann Bühl seinen Wahlkreis zum dritten Mal direkt. Er erzielte dabei 39,6 % der Stimmen.
Nachdem Bühl zunächst erneut zum parlamentarischen Geschäftsführer gewählt worden war, wurde er nach der Wahl von Mario Voigt zum Ministerpräsidenten am 13. Dezember 2024 zu seinem Nachfolger als Vorsitzender der CDU-Fraktion im Thüringer Landtag gewählt.